# Byen med det store hjertet
Byen med det store hjertet är ett musikalbum av vissångaren Lillebjørn Nilsen. Albumet utgavs 1975 av skivbolaget Polydor. Skivbolaget Grappa Music Group återutgav albumet 2010 och 2013.

## Låtlista
Sida 1
1. "Byen med det store hjertet" (Lillebjørn Nilsen) – 3:45
2. "Vassråfela" (Trad./Lillebjørn Nilsen) – 2:01
3. "Stille" (Lillebjørn Nilsen/Malvina Reynolds) – 2:44
4. "Victor Jara" (Lillebjørn Nilsen) – 3:12
5. "Danse ikke gråte nå" (Lillebjørn Nilsen) – 2:05
6. "Den siste sigøyner" (Lillebjørn Nilsen/Ewan MacColl) – 3:03
7. "Eilifen" (Lillebjørn Nilsen) – 1:30

Sida 2
1. "Om 100 år er allting glemt" (Trad./Carl Søeborg) – 3:09
2. "Gagnløysa" (Trad./Ivar Aasen) – 4:23
3. "Fullstendig anonym" (Lillebjørn Nilsen/Ellen Heiberg/Andy Sundstrøm) – 4:23
4. "Stormen" (Lillebjørn Nilsen) – 2:32
5. "Fishing blues" (Trad./Lillebjørn Nilsen) – 0:39
6. "Brevet" (Lillebjørn Nilsen) – 3:21
7. "Eg vil aldri burt meg binda" (Trad.) – 0:33

## Medverkande
Musiker
- Lillebjørn Nilsen – sång, gitarr, 5-strängad banjo, 12-strängad gitarr, hardingfela, munspel, ukulele
- Lars Klevstrand – sång, gitarr
- Øystein Sunde – gitarr
- Ragnar Nybro – gitarr, maracas
- Trond Villa – fiol, hardingfela
- Steinar Ofsdal – flöjt, arrangement (stråkinstrument)
- Brynjulf Blix – elektrisk piano
- Arild Andersen, Carl Morten Iversen – kontrabas
- Sverre Jensen – bastrummor
- Espen Rud – trummor
- Kari Svendsen – vokal
- Knut Riisnæs – tenorsaxofon
- Frode Hoff, Tove Halbakken – violin
- Ragnhild Ekholm – viola
- Tom Grimsrud – cello

Produktion
- Øystein Sunde – musikproducent, ljudtekniker
- Steinar Ofsdal, Hans Petter Danielsen, Egil Eide – ljudtekniker
- Rune Myhre – fotograf
- Knut Harlem – omslagsdesign